# Marcin Lewandowski
Pour les articles homonymes, voir Lewandowski.
Marcin Przemysław Lewandowski (né le 13 juin 1987 à Szczecin) est un athlète polonais spécialiste du 800 mètres.

## Carrière
Il se révèle durant la saison 2007 en remportant la médaille d'or des Championnats d'Europe espoirs de Debrecen en 1 min 49 s 94. Quatrième de la finale mondiale d'athlétisme 2008, Lewandowski se classe deuxième des Championnats d'Europe espoirs 2009 de Kaunas derrière son compatriote Adam Kszczot. Il établit un nouveau record personnel le 28 juillet lors du meeting Herculis de Monaco en signant le temps de 1 min 43 s 84. Sélectionné pour les Championnats du monde de Berlin, le Polonais est entraîné dans une chute collective par le Soudanais Abubaker Kaki lors des demi-finales. Repêché par le jury à la suite d'un appel formulé par la Fédération polonaise d'athlétisme, il est requalifié pour la finale. Il obtient la huitième place en 1 min 46 s 17.
En 2010, Marcin Lewandowski termine troisième des Bislett Games d'Oslo, puis troisième des Championnats d'Europe par équipes de Bergen. Figurant parmi les favoris des Championnats d'Europe de Barcelone après avoir réalisé la meilleure performance continentale de l'année, début juillet à Lausanne en 1 min 44 s 30, le Polonais remporte le titre européen en 1 min 47 s 07, devançant de justesse le Britannique Michael Rimmer et son compatriote Adam Kszczot, ce qui lui permet de représenter l'Europe lors de la Coupe continentale d'athlétisme 2010.
En 2011, il remporte la médaille d'argent sur 800 mètres lors des Championnats d'Europe en salle de Paris-Bercy, derrière Adam Kszczot.
Le 4 mars 2017, il est sacré champion d'Europe en salle à Belgrade sur le 1 500 m, deux ans après son titre lors de la même compétition sur le 800 m.
Le 4 mars 2018, Lewandowski remporte la médaille d'argent du 1 500 m des championnats du monde en salle de Birmingham en 3 min 58 s 39, derrière l'adolescent éthiopien Samuel Tefera. Le 10 août, sur cette même épreuve, le Polonais remporte à nouveau l'argent aux championnats d'Europe de Berlin, encore une fois derrière un adolescent, le Norvégien Jakob Ingebrigtsen.
Le 13 février 2019, il court pour la première fois dans sa carrière un mile à Athlone en Irlande. Il remporte la course en 3 min 56 s 41 et bat par la même occasion le record national, vieux de 25 ans, anciennement détenu par Michal Bartoszak (en) en 3 min 58 s 39.
Le 3 mars 2019, Marcin Lewandowski remporte le titre de champion d'Europe du 1 500 m lors des Championnats d'Europe d'athlétisme en salle 2019, dans le temps de 3 min 42 s 85, devant le Norvégien Jakob Ingebrigtsen et l'Espagnol Jesús Gómez.

## Palmarès
| Date | Compétition                       | Lieu             | Résultat | Épreuve       | Temps          |
| ---- | --------------------------------- | ---------------- | -------- | ------------- | -------------- |
| 2006 | Championnats du monde juniors     | Pékin            | 4e       | 800 m         | 1 min 48 s 25  |
| 2007 | Championnats d'Europe espoirs     | Debrecen         | 1er      | 800 m         | 1 min 49 s 94  |
| 2008 | Coupe d'Europe                    | Annecy           | 2e       | 800 m         | 1 min 50 s 13  |
| 2008 | Finale mondiale                   | Stuttgart        | 4e       | 800 m         | 1 min 49 s 40  |
| 2009 | Championnats d'Europe en salle    | Turin            | 6e       | 800 m         | 1 min 49 s 86  |
| 2009 | Championnats d'Europe espoirs     | Kaunas           | 2e       | 800 m         | 1 min 46 s 52  |
| 2009 | Championnats du monde             | Berlin           | 8e       | 800 m         | 1 min 46 s 17  |
| 2010 | Championnats d'Europe par équipes | Bergen           | 3e       | 800 m         | 1 min 45 s 74  |
| 2010 | Championnats d'Europe             | Barcelone        | 1er      | 800 m         | 1 min 47 s 07  |
| 2010 | Coupe continentale                | Split            | 2e       | 800 m         | 1 min 44 s 81  |
| 2011 | Championnats d'Europe en salle    | Paris            | 2e       | 800 m         | 1 min 48 s 23  |
| 2011 | Jeux mondiaux militaires          | Rio de Janeiro   | 1er      | 800 m         | 1 min 45 s 77  |
| 2011 | Championnats du monde             | Daegu            | 4e       | 800 m         | 1 min 44 s 80  |
| 2013 | Championnats du monde             | Moscou           | 4e       | 800 m         | 1 min 44 s 08  |
| 2014 | Relais mondiaux de l'IAAF         | Nassau           | 2e       | 4 × 800 m     | 7 min 8 s 69   |
| 2014 | Relais mondiaux de l'IAAF         | Nassau           | 6e       | 4 × 1 500 m   | 15 min 05 s 70 |
| 2014 | Championnats d'Europe par équipes | Brunswick        | 3e       | 1 500 m       | 3 min 38 s 19  |
| 2015 | Championnats d'Europe en salle    | Prague           | 1er      | 800 m         | 1 min 46 s 67  |
| 2015 | Relais mondiaux de l'IAAF         | Nassau           | 2e       | 4 × 800 m     | 7 min 09 s 98  |
| 2015 | Relais mondiaux de l'IAAF         | Nassau           | 4e       | Relais medley | 9 min 24 s 07  |
| 2015 | Championnats d'Europe par équipes | Tcheboksary      | 2e       | 1 500 m       | 3 min 52 s 06  |
| 2015 | Jeux mondiaux militaires          | Mungyeong        | 3e       | 800 m         | 1 min 46 s 36  |
| 2016 | Championnats d'Europe             | Amsterdam        | 2e       | 800 m         | 1 min 45 s 54  |
| 2016 | Jeux olympiques                   | Rio de Janeiro   | 6e       | 800 m         | 1 min 44 s 20  |
| 2017 | Championnats d'Europe en salle    | Belgrade         | 1er      | 1 500 m       | 3 min 44 s 82  |
| 2017 | Relais mondiaux de l'IAAF         | Nassau           | 3e       | 4 x 800 m     | 7 min 18 s 74  |
| 2017 | Championnats du monde             | Londres          | 7e       | 1 500 m       | 3 min 36 s 02  |
| 2017 | Ligue de diamant                  | Ligue de diamant | 2e       | 800 m         | 1 min 44 s 77  |
| 2018 | Championnats du monde en salle    | Birmingham       | 2e       | 1 500 m       | 3 min 58 s 39  |
| 2018 | Coupe du monde                    | Londres          | 1er      | 1 500 m       | 3 min 52 s 88  |
| 2018 | Championnats d'Europe             | Berlin           | 2e       | 1 500 m       | 3 min 38 s 14  |
| 2019 | Championnats d'Europe en salle    | Glasgow          | 1er      | 1 500 m       | 3 min 42 s 85  |
| 2019 | Championnats d'Europe par équipes | Bydgoszcz        | 1er      | 1 500 m       | 3 min 47 s 88  |
| 2019 | Championnats du monde             | Doha             | 3e       | 1 500 m       | 3 min 31 s 46  |
| 2019 | Jeux mondiaux militaires          | Wuhan            | 3e       | 1 500 m       | 3 min 46 s 61  |
| 2021 | Championnats d'Europe en salle    | Toruń            | 2e       | 1 500 m       | 3 min 38 s 06  |

## Records
| Épreuve | Épreuve   | Performance        | Lieu       | Date            |
| ------- | --------- | ------------------ | ---------- | --------------- |
| 800 m   | Plein air | 1 min 43 s 72      | Monaco     | 17 juillet 2015 |
| 800 m   | En salle  | 1 min 45 s 41      | Birmingham | 18 février 2012 |
| 1 000 m | Plein air | 2 min 14 s 30 (NR) | Lausanne   | 25 août 2016    |
| 1 000 m | En salle  | 2 min 17 s 37      | Metz       | 28 février 2014 |
| 1 500 m | Plein air | 3 min 31 s 46 (NR) | Doha       | 6 octobre 2019  |
| 1 500 m | En salle  | 3 min 36 s 50 (NR) | Toruń      | 6 février 2019  |
| Mile    | Plein air | 3 min 52 s 34 (NR) | Oslo       | 13 juin 2019    |
| Mile    | En salle  | 3 min 56 s 41 (NR) | Athlone    | 14 février 2019 |